# Сандига Олеся Юріївна
Оле́ся Ю́ріївна Санди́га (нар. 17 лютого 1979, м. Чернівці) — поетка, перекладачка, критик.
Член Національної спілки письменників України (з 2006).
Живе в м. Бровари Київської області, викладає іноземні мови в Броварському економічно-технічному університеті.

## Освіта
Закінчила з відзнаками:
- гуманітарну гімназію № 7
- німецьке відділення факультету іноземних мов Чернівецького національного університету ім. Юрія Федьковича
- відділ дизайну Вижницького Вищого коледжу прикладного мистецтва ім. В. Шкрібляка
- аспірантуру при Інституті філології КНУ ім. Т. Г. Шевченка

## Творчість
Працює художником-графіком та книжковим дизайнером. Автор трьох персональних виставок графічних робіт, дизайнер-ілюстратор 20 художніх книжок.
Є автором:
- поетичної збірки «Над місячною поверхнею душі» (Київ, вид-во «Неопалима купина», 2006 р.)
- збірника критично-публіцистичних статей «Гармонія дисонансів» (Бровари, вид-во «Відродження», 2006 р.), Перекладач, упорядник, дизайнер збірника творів сучасних австрійських поеток «Сонячна нить для третьої» (Чернівці, вид-во «Місто», 1999 р.), Переклала роман «Пляж» англійського прозаїка Алекса Гарланда «Пляж» (К.: Нора-друк, 2010) та ін.

Автор багатьох критично-літературознавчих статей на тему культури і літератури, про творчість українських письменників та перекладачів.

## Родина
- Мати — письменниця Тарасюк Галина Тимофіївна.
- Батько — художник Сандига Юрій Григорович.

## Відзнаки
Лауреат
- Міжнародного конкурсу найкращих творів молодих українських письменників «Гранослов» (2006)
- Міжнародної українсько-німецької літературної премії ім. Олеся Гончара (2008).